# 陸上自衛隊第1高射特科團
陸上自衛隊第1高射特科團，是一個隸屬於日本陸上自衛隊的軍事單位，由北部方面隊管轄，主要負責北海道的防空任務，並與西部方面隊第2高射特科團並稱為陸上自衛隊的兩大防空飛彈部隊。

## 沿革
- 1972年

3月24日：「第1高射團」組成，部隊由第1特科團下的第1高射特科群、第4高射特科群（以第118特科大隊為主體成立）、無線誘導標的機隊等組成。
7月1日：無線誘導標的機隊改名為第302無線誘導機隊。
- 1976年8月20日：第1高射團改名為「第1高射特科團」。
- 1985年7月15日：第302無線誘導機隊和下志津駐屯地的第301無線誘導機隊合併，編成全新的第301無線誘導機隊。
- 1990年3月24日：第301無線誘導機隊改編為第101無人偵察機隊。
- 2000年3月28日：第1、第4高射特科群進行改編

（第102、105高射直接支援隊廢除，改編為北部方面後方支援隊第101高射直接支援大隊。

## 部隊編成
- 東千歳駐屯地（千歳市）
  - 團本部
  - 第1高射特科群
- 名寄駐屯地（名寄市）
  - 第4高射特科群
- 靜内駐屯地（日高郡新日高町）
  - 第101無人偵察機隊
- 北千歳駐屯地（千歲市）
  - 第1高射特科群（第302高射中隊）
- 島松駐屯地（惠庭市）
  - 第1高射特科群（第303、304高射中隊）

## 外部連結
- 第1高射特科團 （日語）